# Krisztián Németh
Krisztián Németh (* 5. Januar 1989 in Győr) ist ein ungarischer Fußballspieler. Seit August 2018 steht er in den Vereinigten Staaten, bei Sporting Kansas City unter Vertrag.
In seiner Heimat Ungarn galt er als das größte Offensivtalent seit Lajos Détári.

## Vereinskarriere

### Karrierebeginn in Ungarn
Nemeth begann seine Karriere in der Jugend seines Heimatvereins Győri ETO FC. Bereits in Győr hatte er bald den Ruf ein Riesentalent zu sein inne, woraufhin ihn MTK Budapest im Jahr 2004 im Alter von nur 15 Jahren mit seinem ersten Profivertrag ausstattete.
In Budapest konnte er auf Anhieb Fuß in der Profimannschaft fassen, kam in seiner ersten Spielzeit in zwölf Saisonspielen zum Einsatz, in denen er zwei Tore schoss. Dabei bot er durchwegs starke Leistungen, was ihm zum Saisonende die Ehrung zum „Besten Jungprofis Ungarns“ einbrachte. In der Folgesaison erkämpfte er sich daraufhin einen Stammplatz und avancierte zum absoluten Star der Mannschaft. In 25 Saisoneinsätzen schoss er zwölf Tore und hielt damit seine Mannschaft lange Zeit im Titelkampf. Am Ende der Spielzeit wurde er mit MTK Vizemeister hinter VSC Debrecen. Simultan dazu hatte er durch seine überragenden Leistungen in der ungarischen U-17 und U-19-Nationalmannschaft international für Furore gesorgt, was einen Verbleib in Budapest äußerst unwahrscheinlich machte. Es folgten Angebote aus halb Europa.

### Wechsel nach Liverpool
Im Mai 2007 unterschrieb er gemeinsam mit seinem ebenfalls hochtalentierten Mannschaftskameraden András Simon beim FC Liverpool in England. Alleine für Nemeth zahlte Liverpool eine Ablösesumme von umgerechnet ca. € 850.000,- an Budapest. Gleich bei seiner Ankunft in England wurde er mit großen Vorschusslorbeeren empfangen und aufgrund seines ähnlichen Karriereverlaufs mit der ungarischen Stürmerlegende Ferenc Puskás, der ebenfalls mit 16 sein Profidebüt gab, verglichen. Aufgrund einer Knieverletzung dauerte es jedoch bis zum 27. Oktober 2007, bis er sein Debüt für eine Liverpool-Mannschaft gab. Er kam beim 0:0 in der U-18-Mannschaft gegen West Bromwich Albion zum Einsatz. Im November 2007 folgte sein Debüt für die Reservemannschaft von Liverpool beim 3:0 gegen Manchester City. Nemeth schoss zwei der drei Liverpool Tore, was der Start für eine unglaubliche Serie war. Im Folgespiel gegen Lokalrivalen FC Everton gelangen ihm abermals zwei Torerfolge und im Spiel darauf gegen Middlesbrough das Siegtor zum 1:0. Dadurch hatte er Liverpool mit fünf Toren in drei Spielen fast im Alleingang an die Tabellenspitze der Reserve League North geschossen. Es folgten noch drei weitere Tore im Verlauf der Saison, darunter das Siegtor im entscheidenden Spiel gegen die Reserve der Blackburn Rovers, wodurch man den Titel in der Reserve League North und die damit verbundene Teilnahme an den Play-off-Spielen für den Reserve League National Titel fixieren konnte. Nemeth avancierte mit insgesamt acht Toren in elf Spielen zum Torschützenkönig der Liga. Zwischen den Play-off spielen nahm er mit der Reserve am traditionsreichen „Dallas-Cup“ in den Vereinigten Staaten teil. Im Finale gegen die U-23 des mexikanischen Vereins UANL Tigres gelangen ihm zwei Tore zum 3:0-Erfolg. In Folge erreichte er mit dem Verein das Finale der Reserve League National, in dem man auf die Reserve von Aston Villa traf. Liverpool gewann mit 3:0, Nemeth schoss das Tor zum 1:0. Am Ende der Spielzeit wurde er daraufhin zu Liverpools „Reserve League Spieler der Saison“ gewählt.
In der Vorbereitung zur Saison 2008/09 fand er daraufhin zum ersten Mal die Aufnahme in den Profikader von Liverpool. Unter anderem kam er in Folge in den Freundschaftsspielen gegen den FC Villarreal und die Glasgow Rangers zum Einsatz. Aufgrund seiner Top-Saison in der Reserve-Mannschaft hatte er abermals das Interesse verschiedener Medien auf sich gezogen, die ihn nun mit Robbie Fowler verglichen, der 1992/93 ebenfalls Torschützenkönig in der Reservemannschaft von Liverpool wurde und daraufhin eine Debütsaison mit zwölf Saisontoren ablieferte.
Gleichzeitig wurde der Druck auf Nemeth größer, zu Profieinsätzen zu kommen. Unter anderem meldete sich der ungarische Nationalmannschaftstrainer Erwin Koeman zu Wort, der Nemeth einen Wechsel auf Leihbasis zu einem Championship-Klub nahelegte, um Spielpraxis zu sammeln. Ohne diese würde er nämlich nicht in die Nationalmannschaft einberufen werden. Mehrere Vereine waren auch an einer Ausleihe des Spielers interessiert. Ein Wechsel zu Leeds United wurde sogar als so gut wie sicher vermeldet, doch Liverpool Trainer Rafael Benítez legte sein Veto ein, da er mit Nemeth als Ergänzung für die Profimannschaft plante.
In Folge erhielt er für die Spielzeit 2008/09 die Nummer 29 für den Profikader, die er aufgrund einer „Seuchensaison“ niemals in einem Profispiel tragen sollte. Gleich zu Saisonbeginn zog er sich eine Verletzung zu, die ihn zu einer monatelangen Pausierung zwang. Im Winter wurde er daraufhin doch, um wieder Anschluss zu finden, für einen Monat in die Championship zum FC Blackpool verliehen. Daraufhin debütierte er im Spiel gegen die Queens Park Rangers, in welchem er in der 70. Minute eingewechselt wurde. Eine Minute darauf verletzte er sich abermals, spielte aber das Spiel noch zu Ende. Ein weiterer verletzungsbedingter Ausfall bis zum Saisonende war unausweichlich. Somit blieb es bei einem Spiel für Blackpool. Im April 2009 lief er wieder für die Liverpool Reserve auf, um das entscheidende Tor zum 1:0-Sieg im Finale des Senior-Cups zu erzielen.
In der Vorbereitung der Saison 2009/10 wurde er daraufhin abermals in den Profikader von Liverpool aufgenommen und kam auch in den Freundschaftsspielen gegen den FC St. Gallen, Rapid Wien und der singapurischen Nationalmannschaft zum Einsatz.

### Auf Leihbasis zu AEK
Am 25. August 2009 gab Liverpool bekannt, Nemeth für ein Jahr nach Griechenland an den AEK Athen zu verleihen. Gleich in seinem Debüt für AEK lieferte er eine überragende Leistung ab. In der 29. Minute eingewechselt bereitete er das einzige Tor durch Ismael Blanco vor und beschäftigte die Defensive der gegnerischen Mannschaft das gesamte Spiel über. Daraufhin wurde er zum Spieler der Runde in Griechenland gewählt. Am 20. September gelang ihm daraufhin beim 1:1 gegen PAS Giannina sein erstes Tor für AEK. Drei Tage darauf schoss er im Spiel gegen den Erzrivalen Olympiakos Piräus das einzige Tor in einer bitteren 1:2-Heimniederlage. In Folge wurde er für die U-20-Weltmeisterschaft abgestellt, wodurch er bis Oktober 2009 für AEK ausfiel. In der Rückrunde wurde er daraufhin von einer Verletzung gestoppt, wodurch er lediglich auf insgesamt zwölf Meisterschaftsspiele mit 3 Torerfolgen für AEK kam.

### Wechsel zu Olympiakos
Nach Ablauf des Leihvertrags bemühte sich AEK den Spieler weiterzuverpflichten, was jedoch aufgrund der klammen finanziellen Situation der Athener scheiterte. In Folge meldete der amtierende Meister Panathinaikos Athen großes Interesse an der Verpflichtung des Spielers an, konnte sich jedoch nicht mit den Liverpoolern einigen. Im August 2010 wechselte er daraufhin überraschend für umgerechnet ca. 1,2 Millionen Euro zum griechischen Rekordmeister Olympiakos Piräus.

## Nationalmannschaft
Erstmals auf sich aufmerksam machte er als Mitglied der ungarischen U-16 Nationalmannschaft, mit der er die Qualifikation für die U-17 Europameisterschaft 2006 in Luxemburg schaffte. Mit einem Hattrick im entscheidenden Spiel gegen Schweden, war er maßgeblich an der Qualifikation beteiligt. Zwar schied man daraufhin nach zwei unglücklichen Niederlagen gegen den späteren Gewinner Russland und Spanien und einem Sieg gegen das Gastgeberland Luxemburg bereits in der Vorrunde aus, doch vor allem Nemeth hinterließ nachhaltigen Eindruck. In seinen 3 Einsätzen gelangen ihm zwei Torerfolge. Im gleichen Jahr folgte eine Nominierung in das „UEFA-U-18 Team Europas“. 2007 stand er im europäischen Aufgebot beim UEFA-CAF Meridian Cup.
Im Jahr 2008 schaffte er mit Ungarn die Qualifikation für die U-19-Europameisterschaft in Tschechien. In der Vorrunde des Turniers schaltete man daraufhin unter anderem den Rekordweltmeister Spanien aus und drang bis ins Halbfinale vor, wo man jedoch durch eine 0:1-Niederlage gegen Italien ausschied. Nemeth kam in allen vier Spielen zum Einsatz und konnte in der Vorrunde gegen Bulgarien das Siegtor erzielen. Im selben Jahr schoss er im Verlauf eines Mini-U-19-Turniers in Zypern sieben Tore.
2009 folgte sein bis dato größter Erfolg auf internationaler Ebene. Mit der U-20-Nationalmannschaft nahm er an der Junioren-Fußballweltmeisterschaft 2009 in Ägypten teil. Aufgrund der früheren Erfolge der Mannschaft, die sich seit der U-17 nur marginal verändert hatte, wurde Ungarn als „Geheimfavorit“ gehandelt, was die Mannschaft zu bestätigen wusste. Mit zwei Siegen und einer Niederlage überstand man die Gruppenphase als Tabellenführer und schaltete daraufhin Tschechien und auch Italien aus. Erst im Halbfinale verlor man mit 2:3 gegen den späteren Weltmeister Ghana. Das Spiel um Platz drei gewann man im Elfmeterschießen gegen Costa Rica. Aufgrund einer Sprunggelenksverletzung musste Nemeth im Auftaktspiel gegen Honduras aussetzen, welches Ungarn verlor. Im dritten Spiel des Turniers gegen Südafrika wurde die Verletzung noch einmal kurzzeitig akut, wodurch er auch in diesem Spiel fehlte. In allen anderen Spielen war er Stammspieler und erzielte vor allem in der Verlängerung des Spiels gegen Italien einen Doppelpack, der Ungarn den Weg ins Halbfinale ebnete. Im Spiel um Platz drei gegen Costa Rica holte er den Elfmeter in Minute 91 heraus, welcher erst die Verlängerung ermöglichte. Im Elfmeterschießen verwandelte er daraufhin einen der beiden ungarischen Elfmeter, der den 3. Platz im Turnier fixierte.
Von 2007 bis 2010 war er auch Mitglied in der U-21 Nationalmannschaft von Ungarn, für die er in 12 Einsätzen 15 Tore erzielen konnte.
Im Mai 2008 wurde er das erste Mal vom frisch bestellten Nationaltrainer Erwin Koeman für das Freundschaftsspiel gegen Kroatien in die ungarische Fußballnationalmannschaft einberufen. Das Spiel endete mit 1:1 unentschieden. Nemeth saß die gesamten 90 Spielminuten auf der Bank.
Auf Nachwuchsebene gilt er mit 41 Toren in 40 Jugendländerspielen (Stand Oktober 2009) als einer der erfolgreichsten Torjäger weltweit.
Bei der Fußball-Europameisterschaft 2016 in Frankreich wurde er in das Aufgebot Ungarns aufgenommen. Im ersten Turnierspiel gegen das Nachbarland Österreich stand er noch in der Startaufstellung. In den restlichen drei Spielen bis zum Ausscheiden im Achtelfinale kam er aber nur noch zu einem Einsatz als Einwechselspieler im letzten Gruppenspiel gegen Portugal.

## Erfolge

### Verein
- MTK Budapest
  - Nemzeti Bajnokság:
    - 2. Platz: 2006–2007

- FC Liverpool
  - Jugend
    - Dallas Cup Sieger: 2008

  - Reserve
    - Premier Reserve League National Sieger: 2007–2008
    - Premier Reserve League North Sieger: 2007–2008
    - Liverpool Senior Cup Sieger: 2008–2009

- Olympiakos Piräus
  - Super League Meister: 2010–11

### Ungarn
- U-19-Fußball-Europameisterschaft:
  - Halbfinale: 2008

- U-20-Fußball-Weltmeisterschaft:
  - Dritter Platz: 2009

### Individual
- Bester ungarischer Nachwuchsspieler: 2006
- Bester Jugendspieler beim FC Liverpool: 2008
- Bester Reservespieler beim FC Liverpool: 2007–2008